# NGC 3254
NGC 3254 is een spiraalvormig sterrenstelsel in het sterrenbeeld Kleine Leeuw. Het hemelobject werd op 3 april 1785 ontdekt door de Duits-Britse astronoom William Herschel.

## Synoniemen
- UGC 5685
- MCG 5-25-18
- ZWG 154.20
- IRAS 10265+2944
- PGC 30895